# Maureilhan
Maureilhan este o comună în departamentul Hérault din sudul Franței. În 2009 avea o populație de 1.834 de locuitori.

## Evoluția populației
| An        | 1975  | 1982  | 1990  | 1999  | 2006  | 2009  |
| --------- | ----- | ----- | ----- | ----- | ----- | ----- |
| Populație | 1.335 | 1.298 | 1.412 | 1.430 | 1.694 | 1.834 |